# رینگ منیزیمی

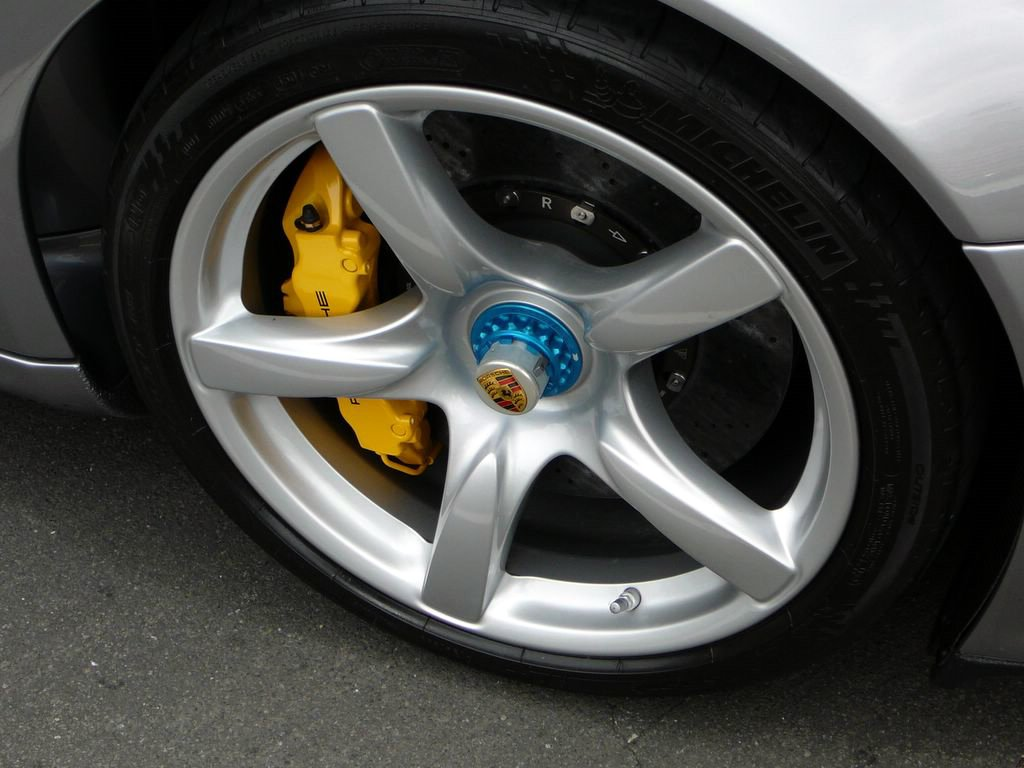
چرخ آلیاژ منیزیم در Porsche Carrera GT

رینگ‌های منیزیمی (به انگلیسی: Magnesium wheels) بر پایه آلیاژهای منیزیم ساخته می‌شوند که در صنعت خودرو کاربرد دارند. چرخ‌های منیزیمی از دو طریق ریخته‌گری (جایی که فلز مذاب به داخل قالب وارد می‌شود و درون قالب جامد می‌شود) یا به کمک روش فورج (در صورت تغییر شکل مکانیکی میله از پیش ساخته شده) تولید می‌شود. منیزیم دارای چندین ویژگی کلیدی می‌باشد که آن را به یک فلز پایه جذاب برای تولید رینگ‌های خودرو تبدیل می‌کند: سبک بودن، ظرفیت میرایی بالا و استحکام ویژهٔ بالا. منیزیم سبک‌ترین ماده ساختاری فلزی موجود است.
چگالی آن ۱٫۵ برابر کمتر از  آلومینیوم است، بنابراین می‌توان رینگ‌های منیزیمی را سبک‌تر از رینگ‌های آلیاژ آلومینیومی طراحی کرد، در حالی که استحکام آنها قابل مقایسه با یکدیگر است. هم‌اکنون اکثر رینگ‌های مسابقات موتور از آلیاژ منیزیم ساخته می‌شوند.

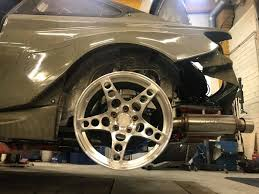
چرخ‌های منیزیمی BMW

## چرخ‌های منیزیمی ریخته‌گری شده
علی‌رغم کیفیت پایین‌تر رینگ‌های تولید شده در این روش در مقایسه با رینگ‌های فورج شده، مزیت اصلی این روش هزینه تولید پایین آن می‌باشد؛ و اگرچه چرخ‌های ریخته‌گری شده از چرخ‌های فورج شده هزینه تولیدی کمتری دارند، اما چرخ‌های ریخته‌گری شده در یک میزان بار مشخص (استحکام مورد نیاز) سنگین تر از چرخ‌های فورج هستند.
همچنین این روش تولیدی دارای مشکلاتی همچون وجود حفره یا تخلخل وهمچنین شکل‌گیری ریزساختار متالورژی متفاوت با روش فورج است که منجر به بزرگتر شدن اندازه دانه می‌شود.
چرخ‌های ریخته‌گری شده در اثر ضربه شدید در سرعت‌های بالا، تمایل به شکستگی دارند در حالی که چرخ‌های فورج تمایل به خم شدن دارند. چرخه ای ریخته‌گری شده تا اواسط دهه ۹۰ که فناوری چرخ فورج ترجیح داده شد، در مسابقات سطح بالایی مانند رقابت‌های جایزه بزرگ موتورسواری، فرمول یک، British Touring Car Championship, MotoGP همچنان مورد استفاده قرار می‌گرفت.

## چرخ‌های منیزیمی فورج
چرخ‌های منیزیم آهنگری  شده با تغییر شکل مکانیکی یک بیلت از پیش ساخته شده و به کمک یک پرس قدرتمند ساخته می‌شوند.
چندین تکنیک مختلف برای فورج وجود دارد که همه آنها متشکل ازیک عملیات چند مرحله ای می‌باشند.
محصول فورج شده به کمک عملیات ماشین کاری و سنگ زنی به شکل نهایی رینگ مورد نظر درمی آید و بخش‌های اضافی فلز از قطعه آهنگری شده حذف می‌شود.
یک چرخ منیزیمی آهنگری شده ۲۵ درصد سبک‌تر از چرخ ریخته‌گری است. عیب اصلی چرخ‌های آهنگری شده هزینه بالای ساخت آن است و به دلیل هزینه‌های زیاد چرخ‌های آهن‌ورزی شده، این دست چرخ‌ها به ندرت توسط رانندگان غیر حرفه ای برای استفاده روزمره خریداری می‌شوند.
از آنجا که چرخ‌های آهن‌ورزی شده می‌توانند سبک‌تر از چرخ‌های ریخته‌گری در یک میزان بار مشخص باشند، در نتیجه باعث صرفه جویی در مصرف سوخت و همچنین دیگر مزایای می‌شوند.
فرایند فورج اجازه هم راستا کردن الیاف فلز و بهینه‌سازی الگوی چینش در امتداد پره‌های رینگ را مهیا می‌کند.
این امر، همراه با اندازه دانه کوچکتر، منجر به ویژگیهای مکانیکی و عملکردی بهتر می‌شود که باعث محبوبیت گسترده چرخ‌های منیزیمی فورج شده در مسابقات اتومبیلرانی و علاقه مندان به رانندگی شده‌است.

## تاریخچه
چرخهای اصلی منیزیم ریخته‌گری از دهه ۱۹۳۰ ساخته شدند و تولید آنها امروز نیز ادامه دارد. برخی از بزرگترین مارک‌های تولیدکننده چرخ‌های منیزیم در گذشته شامل Halibrand , American Racing , Campagnolo , Cromodora , Ronal , Technomagnesio و Watanabe هستند. محبوبیت چرخهای منیزیم در سالهای ۱۹۵۰ تا ۱۹۶۰ به اوج خود رسید. چرخ‌های منیزیم از اواسط قرن بیستم اکنون کلاسیک قلمداد می‌شوند و توسط برخی از علاقه مندان به خودروهای کلاسیک بسیار مورد جستجو قرار می‌گیرند. با این حال، این چرخهای منیزیم غیر عملی بودند زیرا مستعد خوردگی بودند و بیشتر در ورزشهای اتومبیلرانی استفاده می‌شدند. پس از دهه ۱۹۶۰ چرخهای منیزیم به تدریج با چرخهای آلیاژ آلومینیوم در بازار انبوه جایگزین شدند، اما این امر از بازار چرخهای رقابت نبود. بسیاری از تولیدکنندگان چرخهای منیزیم هنوز در حال کار هستند. بسیاری از شرکت‌ها پس از دهه ۱۹۶۰ تولید خود را ادامه دادند اگرچه در مقادیر کمتری نیز بودند. پیشرفت‌های علمی و مهندسی مدرن منجر به پیشرفت‌های قابل توجهی در کیفیت چرخ‌های منیزیم، از جمله درمان ضد خوردگی با فن آوری بالا شده‌است که چرخه عمر چرخ را افزایش می‌دهد تا چرخه عمر چرخ آلیاژ آلومینیوم قابل مقایسه یا حتی بیشتر از آن باشد. منیزیم آهن‌ورزی شده در اواسط دهه ۹۰ چرخهای منیزیم ریخته‌گری شن و ماسه و جاذبه را جابجا کرد. تا پایان دهه 90 Marchesini , DYMAG و Marvic ما چرخ‌های ریخته‌گری شده را به بازار اتومبیلرانی سطح بالا عرضه می‌کنیم. DYMAG همچنین همه Lola و Reynard Indycars را تا سال ۱۹۹۸ عرضه می‌کرد.

## مشکلات متداول
یک از مهم‌ترین نقطات ضعف قابل توجه که بر روی کیفیت چرخ‌های منیزیم تأثیرگذار است، حساسیت به خوردگی می‌باشد.
پیشرفت‌های فناوری اخیر در محافظت سطح منیزیم تا حد زیادی مشکلات خوردگی را برطرف کرده‌است به‌طوری که امروزه برخی از تولیدکنندگان ضمانت  ۱۰ سال ارائه می‌دهند.
همچنین یک باور غلط رایج در مورد خطر ناشی از اشتعال منیزیم وجود دارد در صورتی که این آلیاژها در طول پنجاه سال گذشته بهبود یافته‌اند و هیچ حادثه ای از آتش‌سوزی چرخ‌های منیزیم گزارش نشده‌است.
در حقیقت، اداره هوانوردی فدرال ایالات متحده طی دهه گذشته آزمایش‌های گسترده‌ای را در این زمینه انجام داده و نتیجه گرفته‌است که احتمال احتراق منیزیم دیگر نگران کننده نیست و حتی مجوز استفاده از آن در کابین هواپیما را می‌دهد.
با حل شدن بسیاری از چالش هابه کمک راه حل‌های فن آوری مدرن، تعدادی از شرکت‌ها، از جمله Brembo,BBS,OZ,SMW Engineering و Taneisya در حال تولید نسل بعدی چرخ‌های منیزیم آهن‌ورزی شده قابل اعتماد هستند.
علاوه بر این، چندین سازنده اتومبیل و موتور سیکلت (تولیدکننده تجهیزات اصلی) چرخ‌های منیزیم آهن‌ورزی شده را برای استفاده به عنوان تجهیزات اصلی با موفقیت انجام داده‌اند.
فقط تعداد محدودی از کارخانه‌ها در جهان دارای پرس‌های فشارها بالا برای ساخت چرخ‌های منیزیم آهن‌ورزی هستند.

## بازار فروش چرخ‌های منیزیم

### DYMAG
DYMAG در اواسط دهه ۷۰ به عنوان(Wheels Competition Limited) تأسیس شد. این اولین شرکتی بود که چرخهای منیزیمی را به روش ریخته‌گری وزنی تولید کرد، که باعث بهبود خواص مکانیکی چرخ‌ها در مقایسه با روش ریخته‌گری ماسه ای می‌شود.
این شرکت در طول دهه ۸۰ به DYMAG Racing UK Limited تغییر نام داد. در اواسط دهه ۹۰ میلادی، چرخ‌های منیزیم فورج شده جای چرخ‌های ریخته‌گری شده را در مسابقات اتومبیلرانی گرفت.

### SMW
SMW Engineering (SMW Wheels) پیشروترین تولیدکننده چرخهای آهن ورزی شده منیزیمی و چرخ آهن ورزی شده (نیمه تمام) است. SMW چرخ‌های خود را به همراه آهن ورزی آلومینیوم به تولیدکنندگان مختلف چرخ اتومبیل و موتور سیکلت و بسیاری از تیم‌های اتومبیلرانی، از جمله MotoGP و فرمول ۱، ارائه می‌دهد. SMW گزارش شده‌است که یک فرایند آهن ورزی پیشرفته در پرسهای بزرگتر ارائه می‌دهد، که ویژگی‌های مکانیکی و عملکردی بالاتر را فراهم می‌کند. این شرکت از فرایند پوشش دهی ویژه ای استفاده می‌کند و برای محصولات خود ضمانت طولانی دارد. SMW همچنین در آهن ورزی قطعات جت و اجزای هواپیما شرکت دارد.

### Tan-ey-sya
شرکت Tan-ei-sya یک تولیدکننده ژاپنی از چرخ‌های آلیاژ خودرو است که گفته می‌شود دارای یک مرکز آهن‌ورزی داخلی است. تولید چرخهای آهن‌ورزی شدهٔ منیزیم از سال ۱۹۹۰ آغاز شد و این شرکت تهیه فورج برای تولید چرخهای منیزیم فرمول ۱ را از سال ۱۹۹۳ آغاز کرد. برند TWS Forged در سال ۲۰۱۰ راه اندازی شد تا حضور تولیدکننده را در بازار پس از فروش ثابت کند. چرخ‌های منیزیم آهن ورزی شدهٔ تک بخشی و چند بخشی موجود است.

### Speedline wheels
Speedline مارک معتبری از چرخ‌های آلیاژ سبک برای OEMها، مسابقات (تک نفره و رالی) و بازارهای پس از فروش است. برخی از مدل‌های چرخ مسابقه از آلیاژ منیزیم ریخته‌گری ساخته شده‌اند.

### Marvic
مارویچ یک تولیدکننده ایتالیایی چرخ‌های آلیاژی برای موتورسیکلت‌ها،از جمله چرخه‌های تیم‌های مسابقه ای است. مارویچ با ریخته‌گری منیزیم داخلی خود، چرخ‌های منیزیم ریخته‌گری و آهن‌ورزی شده (و همچنین آلومینیوم آهن‌ورزی شده) را تولید می‌کند. این شرکت همچنین چرخ‌هایی را برای موتور سیکلت‌ها و اتومبیل‌های قدیمی، از جمله ماکت مدل‌های تاریخی، و ماکت Campagnolo و چرخ‌های دیگر در آلیاژ اصلی منیزیم ارائه می‌دهد.